# 선일중학교
선일중학교(仙一中學校)는 대한민국 경기도 안산시 단원구 선부동에 있는 공립 중학교이다.

## 학교 연혁
- 2003년 1월 13일 : 선일중학교 10학급 설립인가
- 2003년 3월 1일 : 개교 및 초대 조중벽 교장 취임
- 2023년 3월 1일 : 제8대 공영심 교장 취임
- 2024년 1월 5일 : 제19회 졸업식(4학급 83명)
- 2024년 3월 4일 : 제22회 입학(4학급 69명)

## 참고 자료
- 선일중학교 - 한국교육학술정보원 학교알리미